# Andorra nos Jogos Olímpicos de Verão de 2020
Andorra participa nos Jogos Olímpicos de Verão de 2020 em Tóquio. Originalmente programados para ocorrerem de 24 de julho a 9 de agosto de 2020, os Jogos foram adiados para 23 de julho a 8 de agosto de 2021, por causa da pandemia COVID-19. Será a 12ª participação, desde sua estreia olímpica em 1972. 

## Competidores
Abaixo está a lista do número de competidores nos Jogos.
| Esporte   | Masculino | Feminino | Total |
| --------- | --------- | -------- | ----- |
| Atletismo | 1         | 0        | 1     |
| Canoagem  | 0         | 1        | 1     |
| Total     | 1         | 1        | 2     |

## Atletismo
Andorra recebeu vaga de universalidade da IAAF para enviar um atleta às Olimpíadas.
- Nota– As posições para os eventos de pista são em relação à bateria do atleta
- Q = Qualificado para a próxima fase
- q = Qualificado para a próxima fase como o perdedor mais rápido ou, em eventos de campo, pela posição sem atingir o alvo para qualificação
- NR = Recorde nacional
- N/A = Fase não aplicável para o evento
- Bye = Atleta não precisou disputar aquela fase

Eventos de pista e estrada
| Atleta   | Evento          | Eliminatória | Eliminatória | Semifinal | Semifinal | Final     | Final   |
| Atleta   | Evento          | Resultado    | Posição      | Resultado | Posição   | Resultado | Posição |
| -------- | --------------- | ------------ | ------------ | --------- | --------- | --------- | ------- |
| Pol Moya | 800 m masculino |              |              |           |           |           |         |

## Canoagem

### Slalom
Andorra qualificou um barco através do Campeonato Mundial de Canoagem Slalom de 2019 em La Seu d'Urgell, Espanha, marcando o retorno da nação ao esporte, após uma ausência de doze anos.
| Atleta                  | Evento       | Fase Preliminar | Fase Preliminar | Fase Preliminar | Fase Preliminar | Fase Preliminar | Fase Preliminar | Semifinal | Semifinal | Final | Final   |
| Atleta                  | Evento       | Descida 1       | Posição         | Descida 2       | Posição         | Melhor          | Posição         | Tempo     | Posição   | Tempo | Posição |
| ----------------------- | ------------ | --------------- | --------------- | --------------- | --------------- | --------------- | --------------- | --------- | --------- | ----- | ------- |
| Monica Doria Vilarrubla | K-1 feminino |                 |                 |                 |                 |                 |                 |           |           |       |         |